# Cerro Nahuel Pan
El cerro Nahuel Pan es un cerro de la cordillera de los Andes ubicado en el departamento Futaleufú, provincia del Chubut, Argentina, al sur de Esquel, cerca de la localidad de Nahuel Pan. Tiene unos 2153 m s. n. m. y en sus laderas se practica trekking.
Producto del deshielo, en el cerro nacen arroyos que aportan sus aguas al arroyo homónimo y al arroyo Esquel, ambos afluentes de los ríos Percey y Corintos, que forman parte de la cuenca del río Futaleufú y Yelcho.